# Dovecot
Dovecot es un servidor de IMAP y POP3 de código abierto para sistemas GNU/Linux / UNIX-like, escrito teniendo en mente la seguridad. Desarrollado por Timo Sirainen, fue publicado por primera vez en julio del año 2002. Los objetivos principales de Dovecot es ser ligero, rápido, fácil de instalar y sobre todo seguro.

## Características
Dovecot puede trabajar con el estándar mbox, Maildir y sus propios formatos nativos dbox de alto rendimiento. Es completamente compatible con implementaciones de servidores UW IMAP y Courier IMAP, así como con clientes que accedan directamente a los buzones de correo.
Soporta compresión de mensajes (zlib y bzlib) así como deduplicación de adjuntos a través de la funcionalidad SiS (Single Instance Storage)
Dovecot también incluye un Agente de Entrega de Correo (llamado Local Delivery Agent (agente de entrega local o LDA en la documentación de Dovecot) con un filtro de apoyo Sieve opcional.